# 戈马拉
戈马拉，是西班牙卡斯蒂利亚-莱昂索里亚省的一个市镇。总面积68平方公里，总人口448人（2001年），人口密度7人/平方公里。